# Andrea Faccini
Andrea Faccini (Lugagnano Val d'Arda, 23 de agosto de 1966) es un deportista italiano que compitió en ciclismo en la modalidad de pista, especialista en la prueba de tándem.
Ganó tres medallas en el Campeonato Mundial de Ciclismo en Pista entre los años 1986 y 1989.

## Medallero internacional
| Campeonato Mundial | Campeonato Mundial                | Campeonato Mundial | Campeonato Mundial |
| Año                | Lugar                             | Medalla            | Competición        |
| ------------------ | --------------------------------- | ------------------ | ------------------ |
| 1986               | Colorado Springs (Estados Unidos) | Medalla de bronce  | Tándem (A)         |
| 1987               | Viena (Austria)                   | Medalla de plata   | Tándem (A)         |
| 1989               | Lyon (Francia)                    | Medalla de bronce  | Tándem (A)         |